# Cynoglossus trigrammus
Cynoglossus trigrammus är en fiskart som beskrevs av Günther 1862. Cynoglossus trigrammus ingår i släktet Cynoglossus och familjen Cynoglossidae. IUCN kategoriserar arten globalt som livskraftig. Inga underarter finns listade i Catalogue of Life.